# Rhexénor (Phéacien)
Pour les articles homonymes, voir Rhexénor.
Dans la mythologie grecque, Rhexénor est le fils de Nausithoos, roi des Phéaciens. 
Rhexénor n'est mentionné que par Homère, qui raconte qu'il meurt sous les traits d'Apollon peu après son mariage, ne laissant qu'une fille, Arété. 
Il a pour frère Alcinoos, qui monte sur le trône des Phéaciens et prend pour épouse sa nièce, Arété.

## Étymologie
Le mot Rhexénor (grec : ρηξήνωρ) est aussi utilisé à la fois dans l'Odyssée (d 5) et l'Iliade (H 228, N 324 etc.) comme épithète d'Achille, dérivé des mots rignimi (ρήγνυμι) et anir (ανήρ), c'est-à-dire au sens de ce qui divise les hommes (les phalanges ou les groupes d'hommes ennemis).

## Source
- Homère, Odyssée [détail des éditions] [lire en ligne] (VII, 56 et suiv.).